# Pythagoriáda
Pythagoriáda je matematická soutěž určená především pro žáky šestých až devátých tříd základních škol a odpovídajících ročníků víceletých gymnázií. Soutěž probíhá dvoukolově - školní a okresní kolo. Každé zadání sestává z 15 matematických a logických úloh. Aby byl řešitel úspěšný, je potřeba získat alespoň 10 bodů z 15. Ze školních kol postupují úspěšní řešitelé do okresního kola. Při této soutěži se nepoužívají tabulky ani kalkulačky.